# Thymallus arcticus
Thymallus arcticus es una especie de pez de la familia Salmonidae en el orden de los Salmoniformes.

## Hábitat
Se encuentra en los drenajes del Árticos y del Pacíficos, en Canadá, Alaska y Siberia, así como en el drenaje superior del río Misuri en Montana. En el estado norteamericano de Arizona, hay una población introducida que se encuentra en el Valle de Lee y otros lagos de las montañas blancas. También fueron introducidos en el lago de la Cordillera Teton.

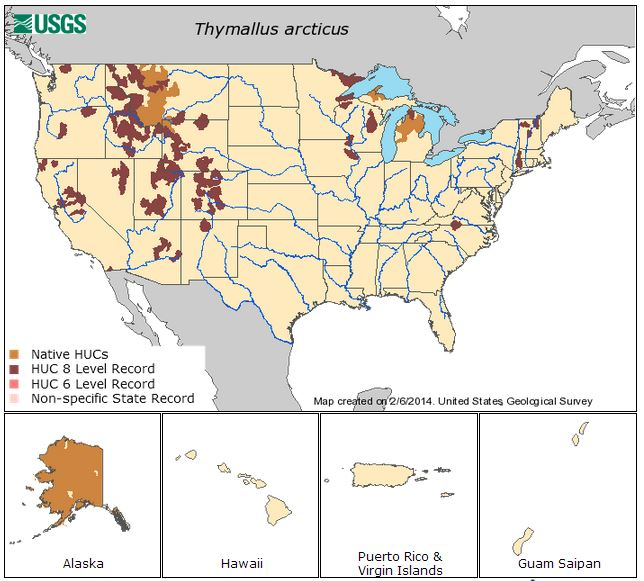
Mapa donde el Thymallus arcticus es nativo e introducido en EE. UU.

## Subespecies
- Thymallus arcticus arcticus  (Pallas, 1776)
- Thymallus arcticus baicalensis  (Dybowski, 1874).[3]

## Taxonomía
Fue nombrado en 1776 por el zoólogo alemán Peter Simon Pallas por sus muestras recogidas en Rusia. El nombre del género Thymallus fue primero para el (T. thymallus) se describe en la edición 1758 de Systema Naturae por el zoólogo sueco Carl Linnaeus.

## Descripción
Crecen hasta una longitud máxima registrada de 76 cm (30 pulgadas) y un peso máximo registrado de 3,8 kg (8,4 libras). Su apariencia típica es la ausencia de espinas dorsales y anales y por la presencia de un gran número de líneas rectas en estas aletas. Hay una banda lateral oscura entre las aletas pectorales y pélvicas, y los flancos pueden poseer una iridiscencia de color rosa. Su edad máxima no supera los 18 años.

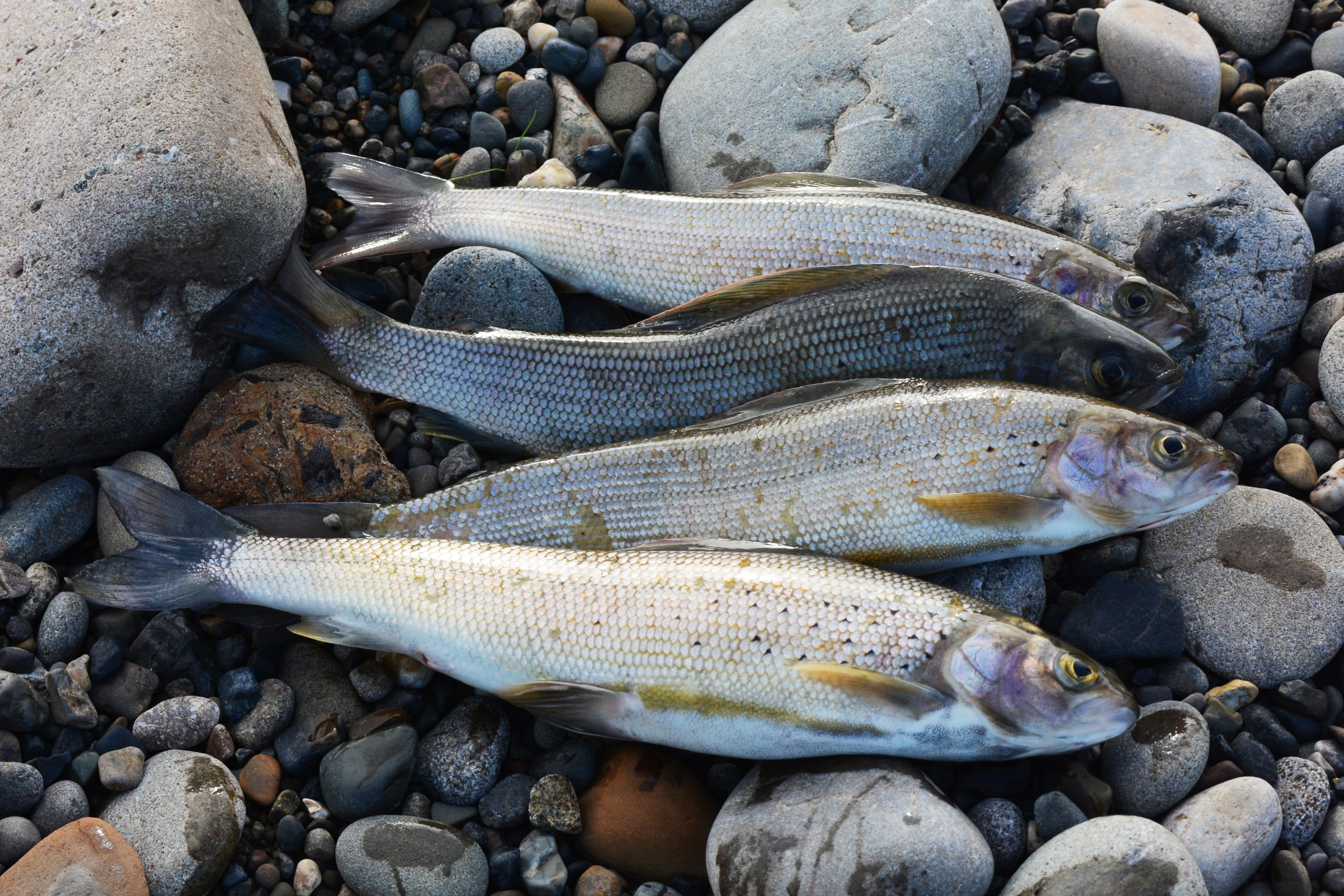
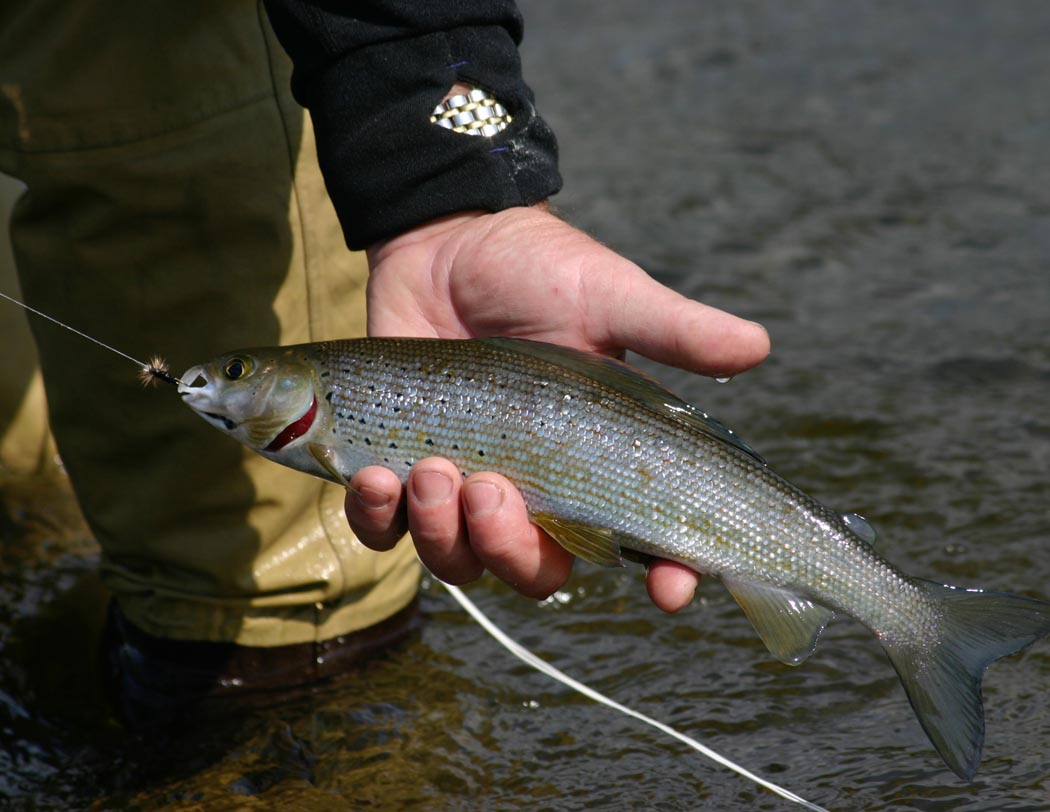